# Skillinge
Skillinge is een plaats in de gemeente Simrishamn in Skåne de zuidelijkste provincie van Zweden. Het heeft een inwoneraantal van 841 (2005) en een oppervlakte van 84 hectare. De plaats ligt aan de oostzee.